# 木まち通り

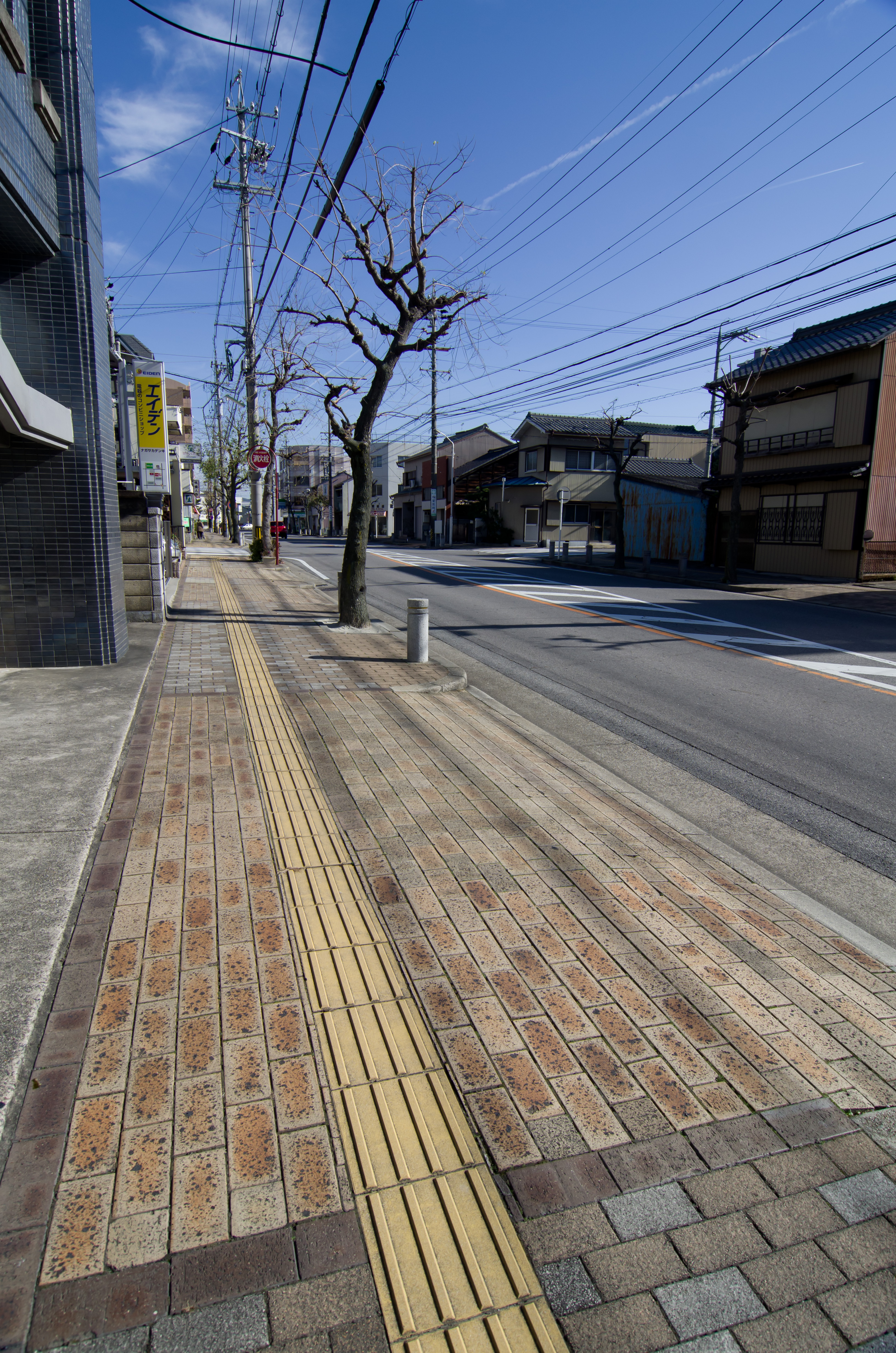
木まち通りの歩道

木まち通り（きまちどおり）とは、愛知県岡崎市材木町を東西に通る道路の通称名である。「岡崎城下二十七曲り」の一部に含まれている。

## 材木町の通り
現代の木まち通りは整然と整備された岡崎市中心地域のいち市道であり、ここがかつて職人の町であったことは分かりにくくなってしまっている。約3分の2が「岡崎城下二十七曲り」の一部でもあることから、曲がり場所で案内の石碑（「材木町角」「材木町より下肴町角」）が建てられている。木まち通りの西側には肴町の通りが南へ延びていたが、いまはその線形は川筋の変化により消失したといい、代わって伊賀川に沿う細い道路が二十七曲りのルートになっている。

## 木まち通りのデザイン
- 歩道には材木を意識した茶色のレンガが敷き詰められている。

## 唐弓弦の看板
唐弓弦（とうゆみづる）とは、江戸時代に使用されていた綿を打つ道具のことである。岡崎はかつて三河木綿の特産地で関連した店が多く存在した。木まち通り西端にこれを取り扱っていた店の唐弓弦看板が現存している。岡崎空襲で戦災を免れた場所にあり、江戸時代の雰囲気をそのまま残している。二十七曲りのうちの見どころの一つである。

## 区間
- 能見通1丁目南交差点から伊賀川に架かる柿田橋手前まで
  - 延長：約400m

## 交通規制
- 全線にわたり最高速度40km/時、駐車禁止、追越しのための右側部分はみ出し通行禁止。

## 接続する路線
- 本町通り（岡崎市：能見通1丁目南交差点）
- 能見通り（岡崎市：能見通1丁目南交差点）
- 師範通り（岡崎市：能見通1丁目南交差点）
- 城門通り（岡崎市：材木町3丁目交差点）

## 沿線・周辺
- 伊賀川
- 柿田橋

## 参照図書
- 『岡崎市史第七巻』（岡崎市役所）
- 『新編岡崎市史近世3』（新編岡崎市史編さん委員会）
- 『岡崎市戦災復興誌』（東海新聞社編）